# Stazione di Su Lau
La stazione di Su Lau è una fermata ferroviaria posta nei pressi dell'omonima borgata del comune di Laconi lungo la ferrovia Isili-Sorgono, dal 1997 utilizzata esclusivamente a scopi turistici.

## Storia
L'impianto nacque nel Novecento nell'area della casa cantoniera ventidue della Isili-Sorgono, posta ad est del borgo di Su Lau, risultando in uso nel 1994 sotto la gestione della Ferrovie della Sardegna. Tre anni dopo l'intera Isili-Sorgono fu destinata, a partire dal 16 giugno 1997, all'impiego per il solo traffico turistico legato al progetto Trenino Verde, fatto che portò alla cessazione dell'utilizzo regolare dello scalo. Da allora la fermata, che dal 2010 è gestita dall'ARST, è priva di traffico per gran parte dell'anno.

## Strutture e impianti
L'impianto di Su Lau è ubicato a ridosso di un passaggio a livello e comprende il singolo binario di corsa, a scartamento ridotto, affiancato da una banchina. Nell'area della fermata (di tipo passante) è presente anche l'edificio della ex casa cantoniera numero ventidue, riconvertito per usi abitativi.

## Movimento
Dal 1997 lo scalo è utilizzato esclusivamente per le relazioni turistiche del Trenino Verde, effettuabili su richiesta delle comitive dei turisti nel corso dell'intero anno oltre che secondo un calendario tra la primavera e l'autunno, che vede la maggior frequenza di treni nel periodo estivo.